# Gaspar de Alarcón y Garnica
Gaspar José de Alarcón y Garnica (Madrid, gener de 1631-?) va ser un noble i polític castellà, III senyor de Pozuelo de Alarcón, successor del seu pare en el majorat.
Va ser batejat a la vila de Madrid, concretament a la parròquia de Santa Cruz, el 25 de gener de 1631. Fill primogènit del secretari Gabriel de Ocaña y Alarcón i Mariana de Garnica y Haro, i va ser successor del majorat i en la senyoria de Pozuelo. D'altra banda, va ser comanador de localitat d'Hornos de l'Orde d'Alcàntara i regidor perpetu a l'Ajuntament de Madrid. Va casar-se amb Salvadora Venegas de Córdoba, filla de Salavador Venegas de Córdoba, comte de Luque, de qui va tenir descendència, entre ells Gabriel de Alarcón y Venegas de Córdoba, cavaller de l'Orde de Sant Jaume.